# Cinetógrafo

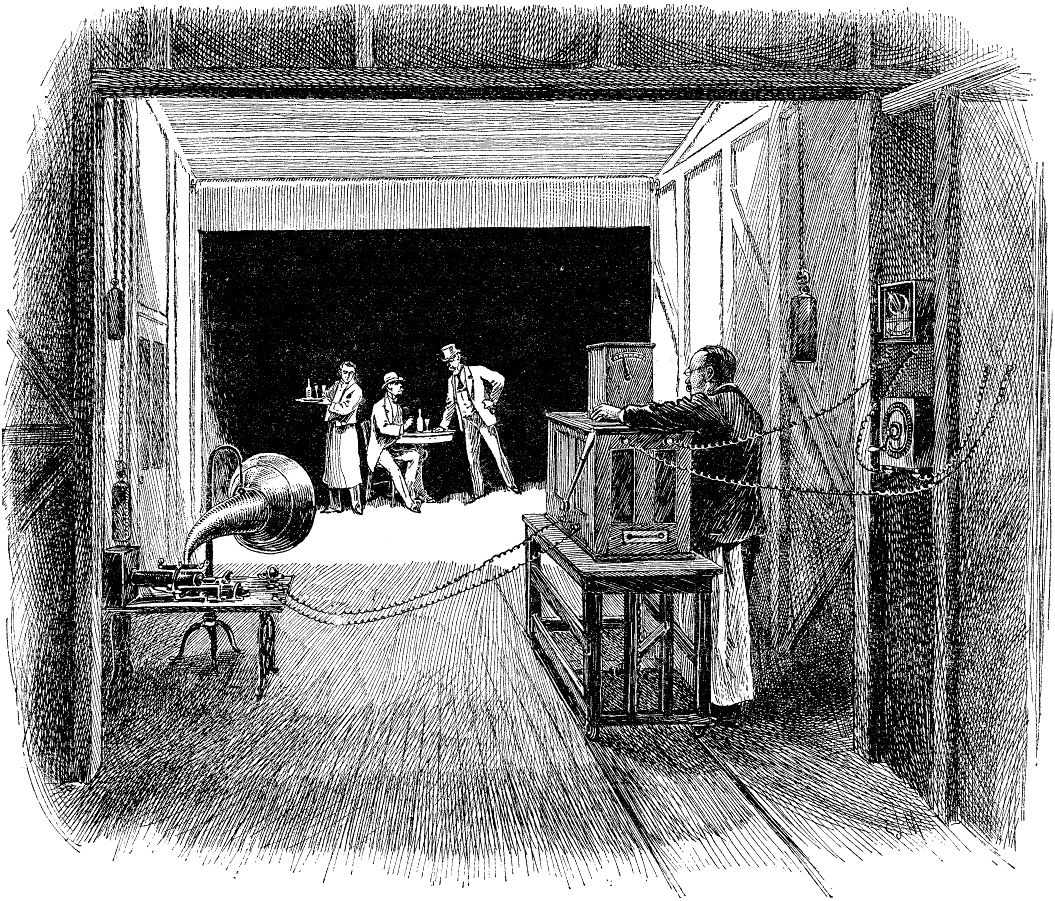
Cinetógrafo (1894)

O Cinetógrafo (Kinetograph) é um antepassado da máquina de filmar. Inventado por Thomas Edison em 1888, sua patente foi solicitada em 24 de agosto de 1891 e formalizada em 31 de agosto de 1897.
O dispositivo destinava-se a registar as imagens animadas com as quais Edison posteriormente viria a invadir os nickelodeons, para o entretenimento de milhões de pessoas e o enriquecimento de Edison.
O processo filmográfico consistia essencialmente em duas etapas: após o registro das imagens ser feito pelo cinetógrafo, a sequência de imagens era então visualizada através de um óculo dentro de um caixote de madeira. Esse segundo dispositivo era o denominado cinetoscópio ou cinescópio (Kinetoscope). A patente para esse dispositivo também foi solicitada por Thomas Edison em 24 de agosto de 1891, tendo sido formalizada em 14 de março de 1893. O termo cinescópio é hoje frequentemente usado para designar uma tela (português brasileiro) ou ecrã (português europeu) de televisão.
Provavelmente por andar distraído com os lucros de seus inventos, Edison atrasou-se na exploração das imagens animadas. Os irmãos Lumière, franceses, inventaram o cinematógrafo em 1895 e logo no mesmo ano o britânico Robert William Paul criou o teatrógrafo (Teatrograph) ou "animatógrafo", aparelho de projecção em tela.